# جون كافانا
جون كافانا (بالإنجليزية: John Kavanagh)‏ (و. 1970  م) هو ممثل هزلي، وممثل تلفزي أيرلندي، ولد في جزيرة أيرلندا.

## وصلات خارجية
- جون كافانا على موقع IMDb (الإنجليزية)
- جون كافانا على موقع ألو سيني (الفرنسية)
- جون كافانا على موقع ميوزك برينز (الإنجليزية)
- جون كافانا على موقع أول موفي (الإنجليزية)
- جون كافانا على موقع قاعدة بيانات الأفلام السويدية (السويدية)
- جون كافانا على موقع قاعدة بيانات الفيلم (الإنجليزية)
- جون كافانا على موقع كينوبويسك (الروسية)